# Homes de Negre 3
Men in Black 3 (també coneguda com a Men in Black III, MIB3 o MIB3) és una pel·lícula estatunidenca estrenada el 25 de maig de 2012. És la tercera part de la trilogia iniciada amb Men in Black. Ha estat doblada al català.

## Argument
La pel·lícula comença amb la fugida d'un estrany i poderós extraterrestre anomenat "Boris l'animal". És l'últim supervivent de la raça alienígena boglodita, que sobreviu mitjançant l'atac, pren, i ocupació d'altres planetes habitats. Boris és un assassí, que va ser capturat per l'agent K (Tommy Lee Jones) i empresonat en una presó secreta a la Lluna. K també va poder desplegar un sistema de defensa (anomenat "Arca Net"), i evitar una invasió boglodita, aconseguint així la seva extinció. No obstant això, Boris aconsegueix burlar la seguretat i destruir gran part de la presó, per escapar i venjar-se de K.
A la terra, un satèl·lit cau de la seva òrbita (probablement per la fuga de Boris). L'agent J (Will Smith) explica a una sorpresa audiència el que va passar, la neuralitza (és a dir, esborra la seva memòria), i es dirigeixen al centre dels MIB per atendre els honors que es realitzen a l'antic cap dels Homes de Negre, Z. En aquest, parla K i també la nova cap, O.
Mentrestant, Boris troba la manera d'aconseguir un dispositiu que permet viatjar en el temps. Així, es desplaça a 1969 i mata K en el passat, aconseguint així destruir-lo en el futur i evitant que s'activi el sistema de defensa que li va ser lliurat per Griffin l'Arcanià. Per això, J (després d'haver entès la situació) es disposa a viatjar al passat per salvar K i evitar una invasió boglodita a la terra.
J coneix a un jove K i els dos s'allisten per anar a la recerca de Boris. En aquest viatge al passat coneixen a Griffin l'Arcanià el qual sap tot el que passarà i les probabilitats del que passi. Boris (el vell) coneix a Boris (el jove), explicant tot el que succeirà i s'alien per assassinar K. J i K es dirigeixen cap a Cap Canaveral on serà llançat l'Apol·lo 11, ja que el dispositiu ha de ser desplegat en l'espai. J i K lluiten junts per matar els Boris, on J primer aconsegueix matar el Boris vell i K al jove. Després d'això K s'escapa cap a la platja per trobar-se amb el General que els va ajudar a entrar a la base, el General li salva la vida a K aconseguint que Boris (el jove) mat al General en lloc de K. Mentre tot això passa J aquesta observant. Després d'això un nen surt d'una camioneta demanant pel seu pare qui era el general, el nen resulta ser J, K el neuralitza i només li diu que el seu pare va ser un heroi i surt caminant per la platja.
De tornada al futur J es troba amb K en una cafeteria, on parlen sobre la seva visita al passat. Al final apareix Griffin observant tot des d'uns bancs al costat de K i diu que aquest és el seu nou moment favorit en la història humana, llevat que hagi estat en què K oblida la propina, enfoquen la terra i un meteorit que es dirigeix a ella. Moments després torna K a la cafeteria i deixa la propina, dient que gairebé se li oblida, es torna a enfocar la terra i el meteorit però aquesta vegada un satèl·lit s'interposa entre ells sent destruït el satèl·lit i no la terra.

## Repartiment
- Will Smith com Agent J
- Tommy Lee Jones com Agent K
- Josh Brolin com Agent K (jove)
- Emma Thompson com Agent O
- Alice Eve com la jove agent O dels anys 60
- Jemaine Clement com Boris l'animal (el principal vilà)
- Nicole Scherzinger com Lily Poison (una "vilana" secundària)
- Bill Hader com Andy Warhol
- Michael Stuhlbarg com Griffin
- Yuri Lowenthal com Knuckles (veu)

## Producció
L'1 d'abril de 2009, el president de Sony Pictures Entertainment va anunciar la pel·lícula per primera vegada durant una presentació de Sony ShoWest. Després d'un any, l'abril del 2009 Barry Sonnenfeld confirmà el retorn de Tommy Lee Jones i Will Smith a el tercer lliurament de MIB, com els agents K i J. També van tornar de la preqüela anterior els productors Walter F. Parkes i Laurie MacDonald, i com a productor executiu Steven Spielberg.
El guió escrit per Ethan Cohen, guionista de les dues pel·lícules anteriors, va ser reescrit per David Koepp, per millorar el treball original Mentre que un tercer escriptor, Jeff Nathanson, per escriure l'escena del viatge en el temps, ja que la pel·lícula tractarà sobre un viatge al passat a 1969.

## Estrena
A principis de maig de 2010, Columbia Pictures va anunciar que Homes de negre 3 arribaria als cinemes de tot el planeta el 25 de maig de 2012 en format tridimensional.

## Recepció
La pel·lícula va rebre comentaris generalment favorables dels crítics, especialment en comparació amb Homes de Negre 2 (2002), que mai va acabar per agradar el públic. De fet, es va suggerir una possible continuació a aquesta taquillera saga.

## Banda sonora
La Banda sonora compte de nou amb la batuta del compositor Danny Elfman responsable de les anteriors entregues. Elfman és molt conegut per les seves col·laboracions amb el realitzador Tim Burton en pel·lícules com les pròximes Frankenweenie i Ombres tenebroses o Batman, Mars Attack i La núvia cadàver entre d'altres. També ha compost la banda sonora de pel·lícules com Spiderman (Sam Raimi 2002), Hulk (Ang Lee 2003) o el popular tema de la sèrie animada dels Simpsons.
El tema principal d'Homes de negre 3, anomenada Back In Time, és interpretada pel cantant cubà-nord-americà Pitbull, que en aquesta ocasió pren el relleu de la trilogia. Will Smith havia interpretat el tema principal en les dues anteriors pel·lícules.
«Back In Time", ha estat composta per a la pel·lícula per Armando C. Perez (Pitbull), Marc Kinchen, Adrian Trejo i Urals Vargas i inclou un sample de l'èxit dels anys 50, «Love is Strange», escrita per Sylvia Robinson, Elles McDaniel i Mickey Baker i interpretada pel duo Mickey i Sylvia, que va arribar a ser número u en la llista de grans èxits. Va afirmar Pitbull: «És un increïble honor ser part d'una franquícia tan sorprenent com Men in Black i respecto moltíssim Will Smith, especialment pel nostre similar origen i referent musical», i respecte a la música de la pel·lícula afirma: «Com desitjàvem que la música fos alegre, però alhora moderna, utilitzem l'eslògan de la pel·lícula i l'adaptem a la cançó de manera que per entendre el futur, cal retrocedir en el temps ».23 24